# Marianna Bottini
Marianna Bottini   (Lucca, 7 de novembre de 1802 - Lucca, 25 de gener de 1858) va ser una compositora i professora d'arpa italiana. Contemporània de Rossini, Bottini va ser una de les veus més destacades de la música clàssica italiana del segle XIX. Va néixer, viure i va morir a Lucca. Era filla d'una família noble, i els seus pares foren Sebastiano Motroni-Andreozzi i Eleonora Flekestein.
Bottini va estudiar contrapunt amb Domenico Quilici i va formar part de l'Accademia Filarmonica de Bolonya el 1820 com a "compositora d’honor". La major part de la seva producció compositiva fou entre 1815-1822 (entre 13 i 20 anys). Posteriorment, va deixar de compondre als 22 anys el 1824, després de casar-se amb el marquès Lorenzo Bottini, una figura política destacada.

## Vida i obra
El que en destaquem sobretot del seu repertori en seria un concert de clarinet, escrit per a un clarí. Tots els seus manuscrits es conserven a l'Istituto Musicale Luigi Boccherini de Lucca (a la col·lecció Bottini). Hi podem trobar varies obres de cambra per a diversos instruments, inclòs un quadrino per a dos violins, clarino i baix. Les reproduccions de partitures i parts poden estar disponibles a petició. La seva música es tocava per al tradicional festival en honor a Santa Cecília. L'òpera Elena e Gerardo de Bottini (1822) va ser estrenada el 2023 per Random Opera Company.
Marianna va ser molt reconeguda per interpretar repertori clàssic, tot i que quan va recórrer Europa i Estats Units el seu repertori anava des del Barroc fins a composicions contemporànies.

### Fondo Bottini
La sogra de Bottini, Teresa, era una cantant i arpista que formava part de la cort de la Gran Duquessa de Toscana. Després del seu matrimoni, van treballar juntes per preservar partitures i manuscrits, creant una col·lecció de 248 volums dividits en 1.200 edicions musicals. En total, la seva col·lecció contenia unes 2.300 composicions. Aquesta col·lecció intacta, titulada Fondo Bottini (Col·lecció Bottini), es divideix en tres parts: la biblioteca de Teresa, la biblioteca de Marianna i la música de Marianna. Es pot trobar a l'Istituto Musicale Luigi Boccherini (Institut de Música Luigi Boccherini) de Lucca juntament amb col·leccions de Bonaccorsi i Puccini. Va ser donada a l'institut pel marquès Antonio Bottini l'any 1930.
Les partitures de Marianna estan ordenades en 15 volums i mostren signes de manipulació, cosa que suggereix que les seves composicions s'estaven interpretant.

## Obres seleccionades
Bottini va compondre la majoria de les seves obres entre els 13 i els 20 anys, incloent música per a salons i obres sagrades. Les composicions seleccionades inclouen:
- Motet per a una veu, orquestra, 1818
- Qui Tollis per a una veu, cor i orquestra, 1818
- Simfonia per a orquestra, 1818
- Simfonia per a banda de vent, 1819
- Messa da Requiem per a 4 veus, orquestra, 1819
- Motet per a una veu, orquestra, 1819
- Quoniam per a baix i orquestra, 1819
- Qui Tollis per a baix i orquestra, 1819
- Stabat Mater per a 3 veus, 1819
- Te Deum a 3 veus, 1819
- En himnes sagrats per a tres veus, instruments de vent, baix continu, 1819
- Briseis (C. Moscheni) cantata per a 3 veus, cor, orquestra, 1820
- Stabat Mater per a 3 veus, 1820
- Elena i Gerardo, òpera no representada*, 1822
- Missa per Santa Cecília a 4 veus, orquestra, 1822
- Motet per a Santa Cecília a una veu, orquestra, 1822
- Concert per a piano "Concertone", 1822
- Mag a 4 veus, orquestra, després de 1823
- Miserere a 3 veus, baix continu, 1824

Obres amb data de composició desconeguda:
- Cantiamo Pastori cantata per a 5 veus, orquestra
- Crucifix a 2 veus, continu
- Dixit Dominus per a 5 veus, orquestra
- Domino ad adjuvandum per a 4 veus, orquestra[10]
- Concert de clarinet
- Quartet per a arpa, piano, clarinet i trompa